# Polissoir du Puy Sauvage
Le polissoir du Puy Sauvage est situé à Baulne, dans le département français de l'Essonne.

## Protection
Le polissoir fait l’objet d’une inscription au titre des monuments historiques depuis 1984.

## Caractéristiques
Le polissoir n'a été découvert qu'au début du XXe siècle. C'est une dalle de grès de Fontainebleau affleurant au niveau du sol, d'environ 2,70 m de longueur sur 1 m de large. Une partie du polissoir a été détruite par l'exploitation des dalles en place par les carriers (trace de débitage visibles sur le rebord). Il comporte huit rainures parallèles pour partie martelées sur sa partie droite et plusieurs surfaces polies dans sa partie gauche.